# Ryūe Nishizawa
Pour les articles homonymes, voir Nishizawa.
Ryūe Nishizawa (西沢 立衛, Nishizawa Ryūe), né le 7 février 1966 à Yokohama, est un architecte japonais, lauréat notamment du prix Pritzker 2010 aux côtés de sa collègue Kazuyo Sejima.

## Biographie
Ryūe Nishizawa est titulaire d'un master de l'université nationale de Yokohama obtenu en 1990. En 1990, il commence à travailler pour l'agence de Kazuyo Sejima : Kazuyo Sejima & Associates. En 1995, Sejima et Nishizawa décident de s'associer et créent SANAA. En 1997, Ryūe Nishizawa fonde sa propre agence : The Office of Ryue Nishizawa, qui lui permet d'intervenir sur des projets plus petits que SANAA. Ryūe Nishizawa a notamment conçu la maison Moriyama.
Il enseigne aujourd’hui comme professeur associé à l'université nationale de Yokohama.
En septembre 2005, il s’est vu confier avec Kazuyo Sejima la conception du musée du Louvre à Lens, qui lui a valu le prix de l'Équerre d'argent.
En juin 2021 est inaugurée la façade de verre ondulé de La Samaritaine, rue de Rivoli à Paris, réalisée avec Kazuyo Sejima.

## Projets indépendamment de SANAA
- 1997-1998 : Maison de vacances, Gunma, Japon
- 1999-2001 : Maison à Kamakura, Kanagawa, Japon
- 2002-2005 : Maison Moriyama, Tokyo, Japon
- 2004-2007 : Maison-A, Tokyo, Japon
- 2005 : Musée à Naoshima, Kagawa, Japon 2005
- 2007 : Towada Art Center, Aomori, Japon

## Expositions
- Perspectives de vie à Londres et à Tokyo imaginées par Stephen Taylor et Ryue Nishizawa, Centre canadien d'architecture, Montréal (2008)
- Kazuyo Sejima + Ryue Nishizawa / SANAA, Henry Art Gallery, Seattle (2008)
- Kazuyo Sejima + Ryue Nishizawa SANAA, Towada Art Center, Towada Aomori (2014)
- Conceptions of Space: Recent Acquisitions in Contemporary Architecture, MoMA, New York (2014)
- Japan Architects 1945-2010, Musée d'Art contemporain du XXIe siècle de Kanazawa, Kanazawa (2014-2015)
- A Japanese Constellation: Toyo Ito, SANAA, and Beyond, MoMA, New York (2016)